# غالاكسيدي
غالاكسيديون (Γαλαξίδιον) هي مدينة في فوكيس في مقاطعة كينتريكي إلادا في اليونان.
يبلغ عدد سكانها حوالي 1370 نسمة.